# Protestes contra les deportacions massives als Estats Units de 2025
El juny del 2025, durant la segona legislatura de Donald Trump com a president, als Estats Units va tenir lloc una onada de protestes contra les polítiques antiimmigratòries aplicades pel Govern federal.

## Antecedents
El procés de deportació d'immigrants il·legals als Estats Units, que ja tenia lloc en administracions anteriors, va continuar un cop Donald Trump va assumir el càrrec de president per al segon mandat.
El 23 de gener de 2025, el Servei de Control de Duanes i Immigració dels Estats Units (ICE) va començar a dur a terme batudes a les ciutats santuari, amb la qual cosa centenars d'immigrants il·legals van ser detinguts i deportats. L'administració Trump va revertir la política de l'administració anterior i va donar permís a l'ICE per fer batudes a escoles, hospitals i llocs de culte.

## Fets
Les protestes van esclatar el divendres 6 de juny a Los Angeles, i com a resposta el Govern va enviar agents del Cos de Marines i forces de la Guàrdia Nacional a apaivagar-les. Tot i això, a Los Angeles li van seguir ciutats com ara Filadèlfia, Atlanta, Nova York, Chicago i San Francisco, de manera que el moviment social es va anar estenent per l'Estat. El punt àlgid de l'onada va arribar el dissabte 14 de juny, denominat pels participants com «No Kings Day», en què hi haver manifestacions en més de 2.000 ciutats en el conjunt dels 50 estats dels Estats Units, tot i que no al districte federal de Washington DC (per decisió dels organitzadors).
Les mobilitzacions pretenien mostrar el rebuig dels ciutadans a les múltiples deportacions i batudes efectuades per l'ICE des que Trump va retornar al poder. El lema de les protestes era «No Kings», en referència a l'oposició al Regne de la Gran Bretanya durant la Guerra de la Independència dels Estats Units. De fet, un dels càntics de les protestes va ser: «No kings. No crowns. We will not bow down» (lit. ‘No volem reis. No volem corones. No abaixarem el cap’).
El «No Kings Day» va coincidir amb el 250è aniversari de l'exèrcit dels Estats Units (el «Flag Day», lit. ‘Dia de la Bandera’) i amb el 79è aniversari del president Trump, que va voler celebrar-lo públicament. La diada va ser convocada pel moviment 50501, Indivisible i la Unió Americana per les Llibertats Civils, entre d'altres, i va tenir un impacte massiu a les xarxes socials, a part de l'espai públic. Aquestes mobilitzacions, àmpliament difoses i seguides en temps real a través de les xarxes, van esdevenir una de les expressions de descontentament més importants del segon mandat de Trump, ja que milions de persones van participar-hi o mostrar-hi suport digitalment, amb un discurs central de rebuig a l'autoritarisme i de defensa de la democràcia. Les etiquetes i consignes del moviment van esdevenir virals, i la cobertura mediàtica convencional internacional va reforçar-ne la presència i la transcendència social, cosa que va convertir el No Kings Day també en un referent de mobilització i protesta digital a escala global.